# Trichocentrum teaboanum
Trichocentrum teaboanum là một loài thực vật có hoa trong họ Lan. Loài này được (R.Jiménez, Carnevali & J.L.Tapia) R.Jiménez & Carnevali mô tả khoa học đầu tiên năm 2002.